# Heorhіj Іlarіonovyč Majboroda
Heorhіj Іlarіonovyč Majboroda (in ucraino Георгій Іларіонович Майборода?; località rurale di Pelechivščyna Governatorato di Poltava, 1º dicembre 1913 – Kiev, 6 dicembre 1992) è stato un compositore ucraino.

## Biografia
Majboroda, il cui fratello Platon Іlarіonovyč Majboroda era anch'egli compositore (principalmente di canzoni), ricevette la sua preparazione alla Scuola Superiore di Musica Glière di Kiev, dove studiò con Levko Revuc'kyj, diplomandosi nel 1941 e insegnandovi dal 1952 al 1958. Dal 1967 al 1968 è stato capo dell'Unione dei compositori dell'Ucraina.

### Carriera
La sua carriera musicale si era basata in Ucraina ed impostò diverse opere su libretti ucraini, tra cui Jaroslav il Saggio (1973, pubblicato nel 1975), Arsenal (pubblicato nel 1961), Mylana (pubblicato nel 1960) e Taras Ševčenko (1964, pubblicato nel 1968; basato sulla vita dell'omonimo artista e poeta ucraino), tutti prodotti all'Opera Nazionale dell'Ucraina. Preparò anche un'edizione eseguibile dell'opera di Semen Stepanovyč Hulak-Artemovs'kyj, Zaporožec' za Dunajem.
Tra le altre opere Majboroda scrisse una suite di musiche di scena su Re Lear di Shakespeare, tre sinfonie, due concerti per pianoforte e un concerto per violino, oltre a numerose canzoni e romanzi.

### Premi
Nel 1963 riceve il Premio Nazionale Ševčenko per il suo lavoro per la Repubblica Socialista Sovietica Ucraina.